# Jan Hemelrijk
Jan Hemelrijk (Arnhem, 28 mei 1918 – 16 maart 2005) was een Nederlandse verzetsstrijder en begaafd statisticus, die  nationaal veel voor de verbreiding van de statistiek heeft gedaan.
Jan Hemelrijk haalde zijn gymnasiumdiploma aan het Murmellius Gymnasium te Alkmaar, de school waar zijn vader Jacob Hemelrijk rector was. In 1941 trouwde hij in Amsterdam met Aleid Brandes. De verzetsstrijdster Janny Brandes-Brilleslijper was zijn schoonzuster.
Tijdens de Tweede Wereldoorlog hield Hemelrijk zich bezig met het vervalsen van persoonsbewijzen en distributiebonnen. Hij deed dat in zijn functie van vooraanstaand lid van de succesvolle PP-groep. Daarna zette hij zijn studie wiskunde voort en promoveerde op 13 december 1950 bij Van Dantzig met het proefschrift getiteld: Symmetrietoetsen en andere toepassingen van de theorie van Neyman en Pearson.
Hij was tijdens zijn studie al assistent van Van Dantzig en werd later medewerker bij Van Dantzig op het Mathematisch Centrum. Later was hij Hoofd Consultatie van de Statistische Afdeling. Van 1952 tot 1960 was Hemelrijk hoogleraar aan de Technische Hogeschool Delft en daarna tot zijn pensionering in 1983 aan de Universiteit van Amsterdam, als opvolger van Van Dantzig. Hemelrijk was voorzitter van de Vereniging voor Statistiek en Operationele Research (VVS) en hoofdredacteur van het tijdschrift van die vereniging: Statistica Neerlandica. Hij verzorgde ook de eerste televisiecursus Statistiek van Teleac, die in de jaren 1969 en 1970 werd uitgezonden.